# 奧爾海姆角
奧爾海姆角（英語：Orheim Point）是南極洲的海岬，位於埃爾斯沃思地，屬於埃爾斯沃思山脈中赫里蒂奇嶺的一部分，美國地質調查局根據測量和美國海軍拍攝的空中照片繪入地圖，現時由南極條約體系管理。